# 宝塚BOYS
『宝塚BOYS』（たからづかボーイズ）は、2007年に初演された演劇作品。「女性だけの宝塚歌劇団にかつて男子部が存在した」という実話を下敷きとして描かれた物語。ストレートプレイであるが、劇中には宝塚で親しまれている歌やダンスが数多く登場する。
2007年に東宝芸能により初演、2008年、2010年、2013年に東宝・東宝芸能の共同製作で再演された。

## あらすじ
終戦直後の1945年、宝塚歌劇団に男子部が誕生した。宝塚創始者の小林一三がかねてより構想していた「男女合同による本格的な国民劇」を意図した実験的なものである。明日の宝塚スターを夢見て集まった、出自も経験もさまざまな男性たちは、稽古に励みながら、宝塚大劇場の舞台に立つ日を待ち望む。しかし女の園である宝塚の生徒やファンたちの反発は強く、大劇場への道程は遠かった。

## 登場人物・キャスト
- 登場人物・キャストは、2007年版（初演）をベースに記載。

|                              | 2007年   | 2008年   | 2010年     | 2013年     | 2018年 team SEA | 2018年 team SKY |
| ---------------------------- | -------- | -------- | ---------- | ---------- | --------------- | --------------- |
| 竹内重雄（たけうちしげお）   | 葛山信吾 | 葛山信吾 | 藤岡正明   | 良知真次   | 上山竜治        | 溝口琢矢        |
| 星野丈治（ほしのじょうじ）   | 吉野圭吾 | 吉野圭吾 | 東山義久   | 中河内雅貴 | 東山義久        | 中塚皓平        |
| 上原金蔵（うえはらきんぞう） | 柳家花緑 | 柳家花緑 | 浦井健治   | 吉沢悠     | 良知真次        | 永田崇人        |
| 太田川剛（おおたがわつよし） | 三宅弘城 | 山内圭哉 | 瀧川英次   | 板倉チヒロ | 藤岡正明        | 塩田康平        |
| 山田浩二（やまだこうじ）     | 猪野学   | 猪野学   | 黄川田将也 | 小林大介   | 石井一彰        | 山口大地        |
| 長谷川好弥（はせがわよしや） | 佐藤重幸 | 瀬川亮   | 杉浦太陽   | 入野自由   | 木内健人        | 富田健太郎      |
| 竹田幹夫（たけだみきお）     | 須賀貴匡 | 森本亮治 | 石井一彰   | 上山竜司   | 百名ヒロキ      | 川原一馬        |
| 君原佳枝（きみはらよしえ）   | 初風諄   | 初風諄   | 初風諄     | 初風諄     | 愛華みれ        | 愛華みれ        |
| 池田和也（いけだかずや）     | 山路和弘 | 山路和弘 | 山路和弘   | 山路和弘   | 山西惇          | 山西惇          |

## スタッフ
- 原案：辻則彦（『男たちの宝塚』より）
- 脚本：中島淳彦
- 演出：鈴木裕美（自転車キンクリート）
- 協力：宝塚歌劇団
- 製作：東宝芸能（2007年）、東宝・東宝芸能（2008年、2010年）、東宝・東宝芸能・BSフジ(2013年)
- 劇場：ル・テアトル銀座他（2007年）、シアタークリエ他（2008年、2010年、2013年）

## エピソード(2007,2008年版)
- 劇中で上原がピアノを弾くシーンは柳家花緑による演奏であった。
- 男子部メンバーの芸名はいずれも、演じている俳優が考えたものである。そのため、キャストが違う場合は芸名も違っている。
- 男子部メンバーの芸名は再演時は、基本の芸名があるが、日によって芸名が変わりアドリブ合戦が繰り広げられた。
- 実際の宝塚男子部誕生は1945年12月、解散は1954年であり9年の歳月が流れているが、劇中では具体的な年数などは表現されない。ただし、美空ひばりの「悲しき口笛」（1949年）「東京キッド」（1950年）「リンゴ追分」（1952年）など当時の音楽やタイトルが要所で現れ、時の流れを感じさせる工夫がなされている。
- 稽古場のシーンで使われる脚本「青き春」の中のマリーの台詞は、『ベルサイユのばら』の中のマリー・アントワネット（1974年の初演と1976年に君原役の初風諄が演じた）の台詞を下敷きにしている。
- ラストシーンで流れているBGM「さよなら皆様」は宝塚歌劇の終演後に劇場内で流れる音楽であり、トランペットを池田役の山路和弘が吹いている。
- 2007年の兵庫公演、および2008年の東京公演では、モデルとなった宝塚男子部のメンバー数名が観劇した。
- 初演の本読みの際、一通り全部読み終わった途端、君原役の初風諄が男子部の無念の思いに感極まり、突然立ち上がりその場にいた皆に向かって「宝塚を代表してこの場でお詫び申しあげます。」と深々と頭を下げその場を驚かせた。
- 再演の時には、山内圭哉が吉野圭吾演じる星野丈治のことをアドリブで「妖怪ピルエット」とニックネームをつけた。

## 漫画版
- 宝塚BOYS（秋田書店 プリンセスコミックスデラックス）

作画： 小宮なつ、原作： 東宝芸能、原案：辻則彦